# Gerhard Flesch
Friedrich Ernst Gerhard Flesch, född 8 oktober 1909 i Posen, död 28 februari 1948 i Trondheim, var en tysk krigsförbrytare. Han var Gestapo-chef i Tröndelagen och Obersturmbannführer i SS samt Oberregierungsrat. Han var även en av de krigsförbrytare som avrättades i Norge efter andra världskriget.

## Biografi
Flesch gick med i Nationalsocialistiska tyska arbetarepartiet (NSDAP) 1933 och i SS 1934. Efter fullgjorda juridikstudier blev han 1936 medlem i Gestapo. Efter Tysklands invasion av Polen 1939 ledde Flesch Einsatzkommando 2 inom Einsatzgruppe VI.
Flesch kom till Norge i samband med den tyska ockupationen 1940 och blev chef för säkerhetstjänsten i området från Nordfjord-Dombås till Polcirkeln.
Källor beskriver Flesch som en hänsynslös och farlig Gestapo-chef som framför allt hade ansvar för att bekämpa den norska motståndsrörelsen Hjemmefronten. Som sådan hade han också goda kontakter med Rinnanligan och Henry Rinnan personligen. Han ledde speciella insatser mot Hjemmefrontens radiosändningar både 1944 och 1945 och skall ofta ha utdömt olika former av kroppsstraff för motståndsmän. Flesch skall även ha drivit en mycket brutal framfart mot judarna inom sitt ansvarsområde.
Efter krigsslutet flydde han, men greps tämligen omgående. 1946 dömdes Flesch till döden av lagmansrätten för mord, tortyr och misshandel. Höyesteretten avslog Fleschs ansökan om nåd och därmed blev han en av de 40 personer som avrättades i Norge efter andra världskriget då han arkebuserades på Kristianstens fästning den 28 februari 1948.

### Webbkällor
- ”Trial of Gerhard Friedrich Ernst Flesch” (på engelska). Arkiverad från originalet den 15 april 2012. https://www.webcitation.org/66wxl9Ldc?url=http://www.ess.uwe.ac.uk/WCC/flesch.htm. Läst 15 april 2012.
- NorgesLexi om Gerhard Flesch